# Cocconia connari
Cocconia connari är en svampart som beskrevs av Hansf. 1945. Cocconia connari ingår i släktet Cocconia och familjen Parmulariaceae.   Inga underarter finns listade i Catalogue of Life.